# Atriplex lampa
Atriplex lampa (zampa, sampa) es una especie de subarbusto perenne, perteneciente a la familia Amaranthaceae.

## Descripción
Normalmente mide de 60-160 cm; pero promedia 70-80 cm de altura. Copa densa, tallo estriado, hojas pequeñas, angostas y de color grisáceas verdes, parecidas a lanzas. Flores muy pequeñas, verdosas en glomérulos reunidos en el ápice.

## Distribución y hábitat
Es nativa de la Argentina, en las provincias de Buenos Aires, Catamarca, Chubut, Córdoba, La Pampa, La Rioja, Mendoza, Neuquén, Río Negro, Salta, Santa Cruz, San Juan, San Luis y Tucumán. Su hábitat es sobre terrenos interiores salinos, y suelos áridos y pobres.

## Taxonomía
El género fue descrito por (Moq.) Gillies ex Small y publicado en Flora of the Southeastern United States . . . Ed. 2 1333. 1913.
Etimología
Atriplex: nombre genérico latino con el que se conoce a la planta.
lampa: epíteto
Sinonimia
- Atriplex cachiyuyu Kurtz 1900
- Atriplex ceratophylla
- Obione lampa Sinónimos